# Дон Жуан (опера)
Вижте пояснителната страница за други значения на Дон Жуан.
„Дон Жуан“ (Il dissoluto punito, ossia il Don Giovanni) е опера на италиански език в 2 действия от Волфганг Амадеус Моцарт. Автор на либретото е Лоренцо да Понте. Макар и определяна като комична опера, в нея има елементи на драма. Премиерата на операта е в Прага на 29 октомври 1787 г.

## Действащи лица
- Дон Жуан, (бас/баритон), млад, безпътен, аристократ, крайно развратен
- Лепорелло (бас), слуга на Дон Жуан
- Командор, Дон Педро (бас)
- Дона Анна (сопрано), негова дъщеря, годеница на Дон Отавио
- Дон Отавио (тенор)
- Дона Елвира (сопрано), дама от Бургос, изоставена от Дон Жуан
- Церлина (сопрано/мецосопрано), селянка
- Мазетто (бас), годеник на Церлина

## Сюжет

### Действие първо

#### Първа сцена
Нощ в Севиля
Лепорелло (бас), слугата на Дон Жуан (баритон), се оплаква от съдбата си (Notte e giorno faticar). Той стои като пазач, докато Дон Жуан се опитва да съблазни дъщерята на Командора (бас), Дона Анна (сопран). Изведнъж и двамата се появяват – Дон Жуан маскиран, а Дона Анна го държи за ръката. Тя иска да знае кой е той (Non sperar, se non m'uccidi) и вика за помощ. Командора, Дон Педро се появява и предизвиква на дуел Дон Жуан, докато Дона Анна отива да потърси помощ. Той убива Командора и избягва заедно с Лепорелло. Дона Анна се връща заедно с годеника си, Дон Отавио (тенор), и ужасена от вида на мъртвия си баща се заклева да го отмъсти (Ah, vendicar, se il puoi, giura quel sangue ognor!).

#### Втора сцена
Утро
Дон Жуан и Лепорелло пристигат и чуват Дона Елвира (сопран) да пее за това как е била изоставена от своя любим и иска отмъщение (Ah, chi mi dice mai). Дон Жуан започва да флиртува с нея, тя вдига воала си и разбира, че именно той е злодеят, когото тя търси. Той заповядва на Лепорелло да ѝ каже истината и си тръгва. Лепорелло обяснява на Дона Анна, че господарят му не си струва, защото неговите любовни завоевания са многобройни (Madamina, il catalogo è questo). Дона Елвира се заклева да отмъсти.

#### Трета сцена
Край Севиля
Сватбеното шествие на Церлина (сопран) и Мазето (бас) се появява на сцената. Дон Жуан и Лепорелло се появяват. Жуан е привлечен от Церлина и се опитва да отстрани ревнивия Мазетто като предлага сватбата да се състои в замъка му. Осъзнавайки, че Дон Жуан иска да остане сам с бъдещата му съпруга, Мазетто се ядосва (Ho capito! Signor, sì). Скоро Церлина и Жуан остават сами и той започва да я очарова (Là ci darem la mano).
Но пристига Дона Елвира и му попречва (Ah, fuggi il traditor), като си отива заедно с Церлина. Влизат Анна и Отавио, и не осъзнавайки, че разговарят с убиеца на баща ѝ, молят за помощта на Жуан. Той е успокоен, че не е разпознат. Елвира се връща и казва на Анна и Отавио, че Дон Жуан е безсърдечен съблазнител. Той от своя страна им казва, че Елвира е луда и да не ѝ вярват (Non ti fidar, o misera). След като Жуан си тръгва, Анна осъзнава, че именно той е убиецът на баща ѝ (Or sai chi l'onore). Дон Отавио не е напълно убеден, но обещава да следи действията на Жуан (Dalla sua pace).
Лепорелло казва на Дон Жуан, че всички гости са пристигнали, но Церлина и Елвира са направили скандал и са разтурили празненството. Дон Жуан не е обезпокоен от това и казва на Лепорелло да приготви ново пиршество и да покани всички девойки (Fin ch'han dal vino).
Церлина се опитва да успокои ревнивия Мазетто (Batti, batti o bel Masetto), но Жуан пристига и Мазетто се скрива, за да види какво ще направи Церлина. Жуан се опитва да я прелъсти отново, но вижда Мазето и му връща Церлина, упреквайки го, че я е оставил сама. После въвежда двамата в балната зала, която е богато украсена. Лепорело кани 3 маскирани гости (Дон Отавио, Дона Анна, Дона Елвира). Отавио и Анна се молят за закрила, а Елвира – за отмъщение (Proteggra il giusto cielo).

#### Четвърта сцена
Бална зала в замъка на Дон Жуан
На забавлението Лепорелло се опитва да отклони вниманието на Мазетто, като танцува с него, а Дон Жуан отвежда Церлина извън сцената в усамотена стая. След малко се чуват нейните викове за помощ. Жуан се опитва да заблуди останалите, като завлича Лепорелло в стаята и го заплашва да го убие за това, че е нападнал Церлина. Но Дон Отавио вади пистолет и останалите 2-ма свалят маските, разкривайки, че знаят всичко. Дон Жуан отново успява да избяга.

### Действие второ

#### Първа сцена
Под балкона на Дона Елвира
Лепорелло иска да напусне Дон Жуан, но той го убеждава да остане, подхвърляйки му една кесия (Eh via buffone). Искайки да съблазни прислужницата на Елвира, Жуан кара Лепорелло да се преоблече като него. Елвира излиза на прозореца си (Ah taci, ingiusto core). Жуан, прикрит в сенките, пее за това колко съжалява за грешките си и успява да убеди Елвира. Тя слиза и Лепорелло, в дегизировката на Жуан, я отвежда настрана, докато Жуан пее серенада на прислужницата. Преди той да завърши серенадата, Мазетто и останалите пристигат, търсейки Жуан с намерение да го убият. Жуан, преоблечен като Лепорело, успява да ги убеди, че той също мрази Жуан и се присъединява към лова. След като разпръсква приятелите на Мазетто (Metà di voi qua vadano), Жуан отнема оръжията на Мазето, пребива го и избягва, смеейки се. Церлина пристига и се погрижва за пострадалия Мазетто (Vedrai carino).

#### Втора сцена
Тъмен двор
Лепорело оставя Елвира (Sola, sola in buio loco). Докато той се опитва да се измъкне, пристигат Отавио и Анна, която се опитва да утеши Елвира. Точно преди Лепорело да успее да се измъкне през вратата, Церлина и Мазето я отварят и го виждат облечен като Жуан и го хващат. Всички заобикалят Лепорело, заплашвайки го със смърт. Елвира, мислейки го за Жуан, се опитва да го защити и моли другите за милост. Лепорело съблича облеклото на Жуан и разкрива себе си. Той моли прошка от всички и при първа възможност избягва (Ah pietà signori miei). Сега вече Отавио е убеден, че Дон Жуан е убецът на Командира и заклева да отмъсти (Il mio tesoro). Елвира е бясна на Жуан заради предателството му, но също така го съжалява (Mi tradì quell'alma ingrata).

#### Трета сцена
В полунощ на гробищата на Севиля
Лепорелло разказва на господаря си как почти не е бил убит и той му се подиграва, разказвайки му как преоблечен като него, се е опитал да съблазни една от възлюбените на Лепорелло. Той от своя страна не е развеселен. Чува се гласът на статуята на Командора, на Дон Педро. Той предупреждава Дон Жуан, че няма да се смее след залез. По заповед на господаря си Лепорелло прочита надписа на статуята „Чакам да отмъстя на убиеца си“. Лепорелло е изплашен, но Жуан остава непоклатим и заповядва на слугата си да покани статуята на вечеря. Лепорелло е твърде уплашен, за да изпълни тази заповед (Oh, statua gentilissima) и Дон Жуан сам отправя поканата към статуята, която кима с глава и приема поканата.

#### Четвърта сцена
Зала в замъка на Дон Жуан
Дон Жуан се наслаждава на богата вечеря, докато свири оркестър, а Лепорелло сервира вечеря (Già la mensa preparata). Елвира се появява, казвайки, че вече не изпитва омраза към Дон Жуан, а единствено съжаление (L'ultima prova dell'amor mio), и го моли да промени начина си на живот. Той ѝ се присмива, провъзгласявайки виното и жените като смисъла на живота. Обидена и наранена, Елвира си тръгва. Момент по-късно се чува нейният писък. Жуан праща Лепорелло да разбере какво се е случило. След малко и той се връща разтреперан и оповестява, че статуята на Дон Педро, Командора, е дошла на вечерята. Чува се тропане по вратата. Лепорелло е парализиран от страх и не може да я отвори, затова Дон Жуан свършва това, разкривайки се пред него статуята от бял мрамор преоблечена като римски император. Той предлага на Жуан да отиде на вечеря този път с него. Донът се съгласява. Командора протяга ръката си и Жуан я хваща. Дон Педро отправя последен шанс той да се разкае (Don Giovanni! a cenar teco m'invitasti), но той отказва. Чува се силен гръм, ярки светкавици падат пред Дон Жуан, земята се разтваря и го поглъща. Там където
е потънал излизат големи пламъци. Статуята на Дон Педро, Командора, излиза.
Влизат Дона Анна, Дон Отавио, Дона Елвира, Мазетто и Церлина. Те виждат Лепорелло вцепенен от страх. Питат го какво е станало. Разказва им за възмездието настигнало господаря му. Те казват, че Отавио и Анна ще се оженят, а Елвира се оттегля да живее в манастир.